# Claude Humbert Gérin
Pour les articles homonymes, voir Gérin.
 (mai 2016).
Claude Humbert Gérin est un céramiste et inventeur français, né en 1705 et mort en 1750.

## Biographie
Menuisier de son premier métier, il entre à la manufacture de Porcelaine de Chantilly pour mettre au point un pâte plus blanche en ajoutant de l'alun calciné dans la fritte et réussit à obtenir une porcelaine tendre d'un blanc parfait. Cette découverte se produit le 27 janvier 1740 au moment du décès du duc Louis IV Henri de Bourbon-Condé, protecteur de la manufacture qu'il a installée sur son fief depuis 1730, et que dirige Ciquaire Cirou. Elle est alors la plus importante manufacture de porcelaine tendre de France.
La mort du prince entraîne le départ des frères Robert et Gilles Dubois, de Gérin et d'autres, qui prennent la direction de la Manufacture de Vincennes où Jean-Louis Henri Orry, intendant des finances et commissaire du roi auprès de la Compagnie des Indes, les accueille dans les cuisines du pavillon de la Reine au château de Vincennes, et finance leurs recherches avec son demi-frère Philibert Orry.
De 1740 à 1743, Claude Humbert Gérin est chef d'atelier des anseurs becteurs. À la suite des difficultés financières rencontrées par la manufacture, il part avec les frères Dubois et demande à Edmé Serrurier d'héberger la fabrication de sa terre blanche dans ses ateliers. Avec Serrurier, les frères Dubois et Adrien Pierre Mignon fondent une manufacture rue de Charenton à Paris, qui déménage un peu plus tard sur la contrescarpe, face à la rue du Pont-aux-Choux, et devient la Manufacture de Pont-aux-Choux. Cette association est de courte durée puisqu'en 1746, Mignon et Serrurier restent seuls à la tête de l'entreprise. 
Gérin est rappelé en 1746 et retrouve son poste de chef d'atelier des anseurs becteurs à la Manufacture de Vincennes. En 1748, il invente un four continu à avancement lent, permettant de chauffer et de refroidir progressivement les pièces de porcelaine tendre. Cette invention permet de réaliser une cuisson en une heure avec une progression de montée en chaleur dès l'enfournement et au maximum de puissance à mi-parcours, arrivée à la sortie la pièce étant froide. Sans cette invention, il aurait été impossible de réaliser les cuissons des fonds colorés : jaune, bleu lapis, violet, bleu céleste, vert et rose. Ce type de four tunnel sera utilisé à Vincennes, puis à Sèvres, jusqu'en 1804. Il est toujours en usage aujourd'hui. 
Claude Humbert est marié et son fils aîné Guillaume travaille à l'entreprise comme anseur becteur en 1749, ainsi que son autre fils, Jacques. L’un des deux est réapareur en 1756 au moment du départ de la manufacture pour son nouveau site de production à Sèvres.  